# Orozbek Toktomambetow
Orozbek Toktomambetow (kirg. Орозбек Токтомамбетов; ur. 18 listopada 2001) – kirgiski zapaśnik walczący w stylu wolnym. Brązowy medalista igrzysk azjatyckich w 2022. Wicemistrz Azji w 2025 i trzeci w 2023.
Drugi na MŚ U-23 w 2024. Mistrz Azji U-23 w 2022, 2023 i 2024 roku.